# Harry Lowe
Horace Harry Lowe (Northwich, Reino Unido, 10 de agosto de 1886-Camden Town, 15 de julio de 1967) fue un futbolista y entrenador de fútbol inglés.
En España se destacó como entrenador de la Real Sociedad de Fútbol en la década de 1930 y también por un hecho anecdótico, al haber jugado un partido de Liga en la Primera División Española con 48 años de edad, lo que le convierte en el jugador más veterano que jamás ha jugado en esta categoría.

## Carrera como futbolista
Lowe comenzó su carrera como futbolista en el Northwich Victoria. De ahí pasó al Brighton & Hove Albion. En 1924 firmó por el Tottenham Hotspur. Lowe jugó un total de 72 partidos en todas las competiciones con los spurs entre 1914 y 1926. Posteriormente fichó por el Fulham y finalizó su carrera como futbolista en el Beckenham.

## Entrenador de la Real Sociedad
Harry Lowe llegó a San Sebastián a finales de 1930 para entrenar a la Real Sociedad de Fútbol sustituyendo al anterior técnico, Benito Díaz, que había tenido que emigrar a Francia. Míster Lowe estuvo 5 años al frente de la Real Sociedad. Entrenó al equipo durante 5 temporadas y 161 partidos oficiales, convirtiéndose en uno de los entrenadores históricos de este club.
En su primera temporada, la de 1930-31, el campeonato no comenzó bien para el equipo donostiarra. La Real empezó empatando frente al Alavés en Atocha y luego sufrió una derrota en Bilbao, pero los blanquiazules encadenaron una racha de seis victorias consecutivas que les colocaron como líderes de la clasificación desde la 5.ª a la 12.ª jornada. En los 4 partidos siguientes la Real sólo pudo obtener un punto y llegó al final del campeonato empatada a 22 puntos con Athletic Club y Racing de Santander. El goal average dio el título al equipo bilbaíno y dejó a los donostiarras en tercera posición. El tercer puesto obtenido por el equipo de Harry Lowe en su primera temporada fue la mejor clasificación liguera de la Real Sociedad durante casi 50 años, hasta que fue superada por el subcampeonato de Liga en la temporada 1979-80. Durante el verano el equipo se vio obligado a cambiar su denominación por Donostia Football Club al haberse instaurado la Segunda República.
En su segundo año como entrenador la Real Sociedad quedó antepenúltima, solo por delante de Alavés y Real Unión. Una victoria en la última jornada frente al Español de Barcelona dio la permanencia a los txuri-urdin. Fue una temporada extraña, ya que a pesar de su pésima clasificación, esa temporada la Real Sociedad marcó más goles que el campeón. Al acabar el campeonato la junta directiva del club emitió un comunicado en el que alababa la labor del entrenador y culpaba de los malos resultados a los jugadores.
Lowe siguió al frente del equipo durante las siguientes campañas, obteniendo el equipo mejores resultados, el Donostia fue 6.º en la temporada 1932-33, ganando además el Campeonato Regional y 5.º en la temporada 1933-34, a solo un punto del tercer clasificado. Sin embargo la progresiva profesionalización del fútbol con el consiguiente aumento de los gastos fue la causa de las dificultades económicas por las que atravesó la Real en esta etapa de su historia. La imposibilidad de hacer frente a los sueldos de los jugadores obligó al Donostia a irse desprendiendo de sus mejores elementos con la consiguiente merma de su potencial deportivo.
En la temporada 1934-35 el Donostia vivió el primer descenso de su historia al acabar el campeonato en penúltima posición. Harry Lowe terminó su vinculación con el Donostia FC a raíz del descenso.

### Récord en el fútbol español
Harry Lowe ha pasado a la historia de la Liga española de fútbol por un hecho que en el fondo fue anecdótico en su carrera. El 24 de marzo de 1935, el Donostia FC se enfrentaba a domicilio con el Valencia CF en partido de la Primera división española. Por aquel entonces no estaba permitido introducir cambios en los partidos, es decir los 11 jugadores que iniciaban el encuentro debían terminarlo. Por ello, de cara a afrontar un desplazamiento largo y caro como el que separaba San Sebastián de Valencia, era habitual que un club modesto como el Donostia CF viajara solo con los 11 futbolistas que iban a jugar. Al parecer uno de los 11 jugadores desplazados por el Donostia a Valencia se puso gravemente enfermo durante el viaje, no pudiendo disputar el encuentro. Ante la tesitura de tener que sacar solo 10 jugadores al campo de Mestalla, Lowe optó por calzarse él mismo las botas. La crónica de aquel partido, que el Valencia ganó por 7-1, menciona a Lowe en la alineación y asimismo que dio la asistencia del gol donostiarra; aunque no menciona las circunstancias que propiciaron que el míster inglés jugara aquel partido.
Este episodio, calificado por muchos estudiosos del fútbol como mítico, pero del que existe constancia documental de la época y que está asimismo reflejado en la web de la Liga de fútbol profesional (en la web histórica de LaLiga Lowe figura con un partido disputado durante la temporada 1934-35), convertiría a Lowe en el futbolista de mayor edad que ha participado nunca en un encuentro de la Primera división española. Lowe tenía 48 años de edad en aquel momento, una edad muy superior a la que llegó a alcanzar Joaquín, considerado el siguiente futbolista más veterano que ha jugado en Primera división.